# Феррари, Жан-Ноэль
Жан-Ноэль Феррари (фр. Jean-Noël Ferrari; род. 7 сентября 1974) — французский фехтовальщик-рапирист, чемпион мира, Европы и Олимпийских игр. 

## Биография
Родился в 1974 году в Ницце. В 1997 году стал бронзовым призёром чемпионата Европы. В 1999 году стал чемпионом мира. В 2000 году стал чемпионом Олимпийских игр в Сиднее в командном первенстве, а в личном первенстве был 4-м. В 2001 году вновь победил на чемпионате мира. В 2002 году стал серебряным призёром чемпионата мира. В 2003 году завоевал золотую и бронзовую медали чемпионата Европы. В 2004 году принял участие в Олимпийских играх в Афинах, но там французские рапиристы стали лишь 5-ми.